# Dance Again World Tour
Die Dance Again World Tour ist die erste Welttournee der US-amerikanischen Sängerin Jennifer Lopez. Die Tournee diente zur Präsentation ihres vierten Kompilationsalbums Dance Again … The Hits. Vom Juli bis September 2012 wurde sie während der Konzerte in Nordamerika von dem Sänger Enrique Iglesias begleitet. Die Tour startete am 14. Juni 2012 und endete am 22. Dezember 2012 in ihrer Heimat Puerto Rico. Die Tour führt Lopez im Oktober in die vier deutschen Städte Hamburg, Berlin, München und Oberhausen.

## Hintergrund
Im März 2012 trat Lopez für zwei Konzerte in Brasilien auf. Dieser Auftritt sorgte für Schlagzeilen. Während eines Interviews gab Lopez bekannt, gerne auf Welttournee gehen zu wollen. Danach war Lopez oft in den Medien im Gespräch. Später teilte Enrique Iglesias auf einer gemeinsamen Pressekonferenz mit, gerne mit Lopez auf Tournee gehen zu wollen.

## Vorgruppen
- Wisin & Yandel (Venezuela)[2]
- Frankie J (Nordamerika)[3]

## Songliste
1. Never Gonna Give Up (Video Vorspann)
2. Get Right
3. Love Don’t Cost a Thing
4. I’m Into You
5. Waiting for Tonight
6. Louboutins (Video Zwischenspiel)
7. Goin’ In
8. I’m Real
9. All I Have
10. Feelin’ So Good
11. Ain’t It Funny
12. Jenny from the Block
13. Unbenannt (Video Zwischenspiel)
14. If You Had My Love (Acoustic)
15. Qué Hiciste
16. Until It Beats No More
17. Baby I Love U! (Video Zwischenspiel)
18. Do It Well
19. Whatever You Wanna Do
20. Hold It Don’t Drop It
21. Unbenannt (Video Zwischenspiel)
22. Let’s Get Loud
23. Papi
24. On the Floor

Zugabe
25 Dance Again

## Tourdaten
| Datum                            | Stadt            | Land                         | Veranstaltungsort                           |
| Zentralamerika                   | Zentralamerika   | Zentralamerika               | Zentralamerika                              |
| -------------------------------- | ---------------- | ---------------------------- | ------------------------------------------- |
| 14. Juni 2012                    | Panama-Stadt     | Panama                       | Figali Convention Center de la Ciudad       |
| Südamerika                       |                  |                              |                                             |
| 16. Juni 2012                    | Caracas          | Venezuela                    | Estadio de Fútbol Universidad Simón Bolívar |
| 19. Juni 2012                    | Santiago         | Chile                        | Movistar Arena                              |
| 21. Juni 2012                    | Buenos Aires     | Argentinien                  | Club GEBA                                   |
| 23. Juni 2012 (A)                | São Paulo        | Brasilien                    | Arena Anhembi                               |
| 27. Juni 2012 (A)                | Rio de Janeiro   | Brasilien                    | HSBC Arena                                  |
| 30. Juni 2012 (B)                | Fortaleza        | Brasilien                    | Centro de Convenções                        |
| 1. Juli 2012 (B)                 | Recife           | Brasilien                    | Centro de Convenções                        |
| Nordamerika mit Enrique Iglesias |                  |                              |                                             |
| 14. Juli 2012                    | Montreal         | Kanada                       | Bell Centre                                 |
| 15. Juli 2012                    | Montreal         | Kanada                       | Bell Centre                                 |
| 17. Juli 2012                    | Toronto          | Kanada                       | Air Canada Centre                           |
| 18. Juli 2012                    | Toronto          | Kanada                       | Air Canada Centre                           |
| 20. Juli 2012                    | Newark           | Vereinigte Staaten           | Prudential Center                           |
| 21. Juli 2012                    | Newark           | Vereinigte Staaten           | Prudential Center                           |
| 25. Juli 2012                    | Boston           | Vereinigte Staaten           | TD Banknorth Garden                         |
| 26. Juli 2012                    | Wilkes-Barre     | Vereinigte Staaten           | Mohegan Sun Arena at Casey Plaza            |
| 28. Juli 2012                    | Washington, D.C. | Vereinigte Staaten           | Verizon Center                              |
| 29. Juli 2012                    | Atlantic City    | Vereinigte Staaten           | Boardwalk Hall                              |
| 1. August 2012                   | Minneapolis      | Vereinigte Staaten           | Target Center                               |
| 3. August 2012                   | Chicago          | Vereinigte Staaten           | United Center                               |
| 4. August 2012                   | Kansas City      | Vereinigte Staaten           | Sprint Center                               |
| 8. August 2012                   | San Jose         | Vereinigte Staaten           | HP Pavilion                                 |
| 11. August 2012                  | Anaheim          | Vereinigte Staaten           | Honda Center                                |
| 16. August 2012                  | Los Angeles      | Vereinigte Staaten           | STAPLES Center                              |
| 17. August 2012                  | Los Angeles      | Vereinigte Staaten           | STAPLES Center                              |
| 18. August 2012                  | Las Vegas        | Vereinigte Staaten           | Mandalay Bay Events Center                  |
| 23. August 2012                  | San Antonio      | Vereinigte Staaten           | AT&T Center                                 |
| 25. August 2012                  | Dallas           | Vereinigte Staaten           | American Airlines Center                    |
| 26. August 2012                  | Houston          | Vereinigte Staaten           | Toyota Center                               |
| 29. August 2012                  | Atlanta          | Vereinigte Staaten           | Philips Arena                               |
| 31. August 2012                  | Miami            | Vereinigte Staaten           | American Airlines Arena                     |
| 1. September 2012                | Miami            | Vereinigte Staaten           | American Airlines Arena                     |
| Asia                             |                  |                              |                                             |
| 22. September 2012 (C)           | Baku             | Aserbaidschan                | Baku Stadion                                |
| 23. September 2012 (C)           | Baku             | Aserbaidschan                | Bakı Kristal Zalı                           |
| Europa                           |                  |                              |                                             |
| 25. September 2012               | Minsk            | Belarus                      | Minsk-Arena                                 |
| 27. September 2012               | Danzig           | Polen                        | PGE Arena Gdańsk                            |
| 5. Oktober 2012                  | Lissabon         | Portugal                     | Pavilhão Atlântico                          |
| 7. Oktober 2012                  | Madrid           | Spanien                      | Palacio de Deportes                         |
| 10. Oktober 2012                 | Zürich           | Schweiz                      | Hallenstadion                               |
| 11. Oktober 2012                 | Bologna          | Italien                      | Unipol Arena                                |
| 13. Oktober 2012                 | Berlin           | Deutschland                  | O2 World Berlin                             |
| 14. Oktober 2012                 | Antwerpen        | Belgien                      | Sportpaleis                                 |
| 16. Oktober 2012                 | Paris            | Frankreich                   | Bercy Arena                                 |
| 17. Oktober 2012                 | Amnéville        | Frankreich                   | Galaxie                                     |
| 19. Oktober 2012                 | Dublin           | Irland                       | The O₂ Dublin                               |
| 22. Oktober 2012                 | London           | England                      | The O₂                                      |
| 25. Oktober 2012                 | München          | Deutschland                  | Olympiahalle                                |
| 26. Oktober 2012                 | Prag             | Tschechien                   | O₂ Arena                                    |
| 28. Oktober 2012                 | Hamburg          | Deutschland                  | O2 World Hamburg                            |
| 29. Oktober 2012                 | Rotterdam        | Niederlande                  | Ahoy Rotterdam                              |
| 31. Oktober 2012                 | Oberhausen       | Deutschland                  | König-Pilsener-Arena                        |
| 3. November 2012                 | Kopenhagen       | Dänemark                     | Forum                                       |
| 5. November 2012                 | Stockholm        | Schweden                     | Ericsson Globe                              |
| 7. November 2012                 | Helsinki         | Finnland                     | Hartwall Areena                             |
| 8. November 2012                 | St. Petersburg   | Russland                     | Eissportarena                               |
| 10. November 2012                | Moskau           | Russland                     | Crocus City Hall                            |
| 11. November 2012                | Moskau           | Russland                     | Crocus City Hall                            |
| 13. November 2012                | Kiew             | Ukraine                      | Sportpalast                                 |
| 14. November 2012                | Istanbul         | Türkei                       | Ataköy Athletics Arena                      |
| 16. November 2012                | Istanbul         | Türkei                       | Ülker Sports Arena                          |
| 17. November 2012                | Istanbul         | Türkei                       | Ülker Sports Arena                          |
| 18. November 2012                | Sofia            | Bulgarien                    | Arena Armeec Sofia                          |
| 20. November 2012                | Belgrad          | Serbien                      | Kombank-Arena                               |
| Asien                            |                  |                              |                                             |
| 22. November 2012                | Dubai            | Vereinigte Arabische Emirate | Dubai Media City                            |
| 24. November 2012                | Shanghai         | Volksrepublik China          | Shanghai Arena                              |
| 26. November 2012                | Manila           | Philippinen                  | Mall Of Asia Arena                          |
| 28. November 2012                | Hongkong         | China                        | AsiaWorld-Arena                             |
| 30. November 2012                | Jakarta          | Indonesien                   | MEIS Arena                                  |
| 2. Dezember 2012                 | Kuala Lumpur     | Malaysia                     | Merdeka Stadion                             |
| 4. Dezember 2012                 | Singapur         | Singapur                     | Gardens by the Way                          |
| Australien                       |                  |                              |                                             |
| 6. Dezember 2012                 | Perth            | Australien                   | Perth Arena                                 |
| 9. Dezember 2012                 | Adelaide         | Australien                   | Adelaide Entertainment Centre               |
| 11. Dezember 2012                | Melbourne        | Australien                   | Rod Laver Arena                             |
| 12. Dezember 2012                | Melbourne        | Australien                   | Rod Laver Arena                             |
| 14. Dezember 2012                | Sydney           | Australien                   | Acer Arena                                  |
| 15. Dezember 2012                | Sydney           | Australien                   | Acer Arena                                  |
| 18. Dezember 2012                | Brisbane         | Australien                   | Brisbane Entertainment Centre               |
| Nordamerika                      |                  |                              |                                             |
| 21. Dezember 2012                | San Juan         | Puerto Rico                  | José Miguel Agrelot Coliseum                |
| 22. Dezember 2012                | San Juan         | Puerto Rico                  | José Miguel Agrelot Coliseum                |